# Осеола (округ Фон-дю-Лак, Вісконсин)
Осеола (англ. Osceola) — місто (англ. town) в США, в окрузі Фон-дю-Лак штату Вісконсин. Населення — 1836 осіб (2020).

## Демографія
Згідно з переписом 2010 року, у місті мешкало 1865 осіб у 758 домогосподарствах у складі 541 родини. Було 1040 помешкань
Расовий склад населення:
| - 98,4 % — білих - 0,2 % — чорних або афроамериканців - 0,1 % — корінних американців - 0,1 % — азіатів |

До двох чи більше рас належало 0,6 %. Частка іспаномовних становила 1,1 % від усіх жителів.
За віковим діапазоном населення розподілялося таким чином: 20,3 % — особи молодші 18 років, 65,3 % — особи у віці 18—64 років, 14,4 % — особи у віці 65 років та старші. Медіана віку мешканця становила 45,3 року. На 100 осіб жіночої статі у місті припадало 109,6 чоловіків;  на 100 жінок у віці від 18 років та старших — 110,0 чоловіків також старших 18 років.
Середній дохід на одне домашнє господарство  становив 75 351 долар США (медіана — 62 368), а середній дохід на одну сім'ю — 86 758 доларів (медіана — 73 646). Медіана доходів становила 51 151 долар для чоловіків та 41 667 доларів для жінок. За межею бідності перебувало 7,8 % осіб, у тому числі 17,3 % дітей у віці до 18 років та 4,9 % осіб у віці 65 років та старших.
Цивільне працевлаштоване населення становило 1006 осіб. Основні галузі зайнятості: виробництво — 26,8 %, освіта, охорона здоров'я та соціальна допомога — 15,4 %, роздрібна торгівля — 7,7 %, будівництво — 7,6 %.